# (29246) Clausius
(29246) Clausius est un astéroïde de la ceinture principale.

## Description
(29246) Clausius est un astéroïde de la ceinture principale. Il fut découvert le 2 septembre 1992 à Tautenburg par Freimut Börngen et Lutz Dieter Schmadel. Il présente une orbite caractérisée par un demi-grand axe de 2,74 UA, une excentricité de 0,17 et une inclinaison de 8,7° par rapport à l'écliptique.

## Compléments